# Uto Ughi

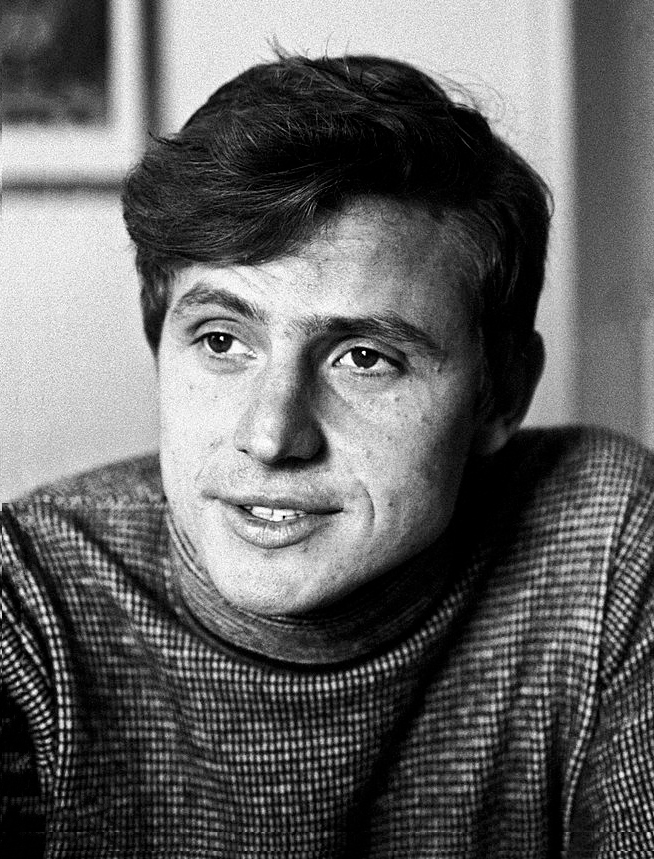
Uto Ughi

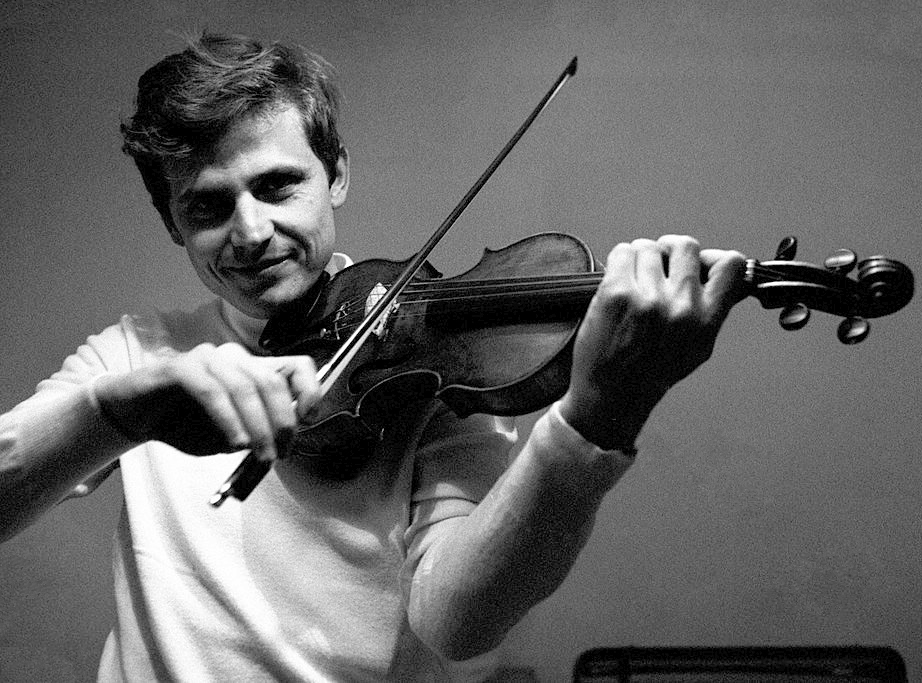
Uto Ughi in 1970

Bruto Diodato Emilio Ughi, optredend als Uto Ughi (Busto Arsizio, Lombardije, 21 januari 1944), is een Italiaans violist en dirigent.

## Levensloop
Zoon van een advocaat, begon Uto viool te spelen toen hij amper vijf was. Hij trad een eerste maal op toen hij zeven was in het Teatro Lirico van Milaan. Hij studeerde onder de leiding van George Enescu in Parijs, van Corrado Romano in Genève en van Riccardo Brengola in Sienna.
Daarop begon hij aan een internationale carrière als violist en weldra ook als dirigent. Van 1992 tot 1997 was hij muzikaal directeur van het Nationaal Orkest Santa Cecilia in Rome. In 2008 verzorgde hij een uitzending Uto Ughi racconta la musica op de Italiaanse tv. 
Uto Ughi zette zich in voor verschillende muzikale initiatieven. Hij stichtte verschillende muziekfestivals zoals Omaggio à Venezia (met als doel fondsen in te zamelen voor de restauratie van Venetië), Omaggio a Roma (1999–2002) en Uto Ughi per Roma. Samen met Bruno Tosi heeft hij de prijs Una vita per la Musica gesticht.

## Zijn instrumenten
Ughi bezit verschillende opmerkelijke violen:
- Van Houten-Kreutzer (1701) en Sinsheimer-General Kyd-Perlman (1714) van Antonio Stradivarius,
- Kortschak-Wurlitzer (1739), Ole Bull (1744) en Cariplo-Hennel-Rosé, die ooit toebehoorde aan Arthur Grumiaux (1744) van Giuseppe Antonio Guarneri.

## Publicatie
- Quel Diavolo di un Trillo. Note della mia vita, autobiografie, Turijn, Einaudi, 2013.

## Eerbetoon
- Grootofficier (1985) en Grootkruis (1996) in de Italiaanse Orde van Verdienste,
- Eredoctor (2002),
- Prijs "Una vita per la musica - Leonard Bernstein" (1997),
- Prijs "Galileo 2000" (2003),
- Internationale Prijs "Ostia Mare" (2003).

- Bibsys: 2009363
- Biblioteca Nacional de España: XX870892
- Bibliothèque nationale de France: cb13900632d (data)
- Gemeinsame Normdatei: 134543904
- International Standard Name Identifier: 0000 0000 5950 9793
- Library of Congress Control Number: n81112096
- Nationale Bibliotheek van Letland: 000116921
- MusicBrainz: f0f1d6de-8c34-4a03-9dc2-f9e4578756a9
- Nationale Bibliotheek van Tsjechië: xx0181749
- Nationale Bibliotheek van Israël: 987007315103705171
- Nederlandse Thesaurus van Auteursnamen: 070738815
- Istituto Centrale per il Catalogo Unico: RAVV019824
- Virtual International Authority File: 71579606
- WorldCat: E39PBJx4jfxrVhBq96h8cHH9jC